# 물만쥬

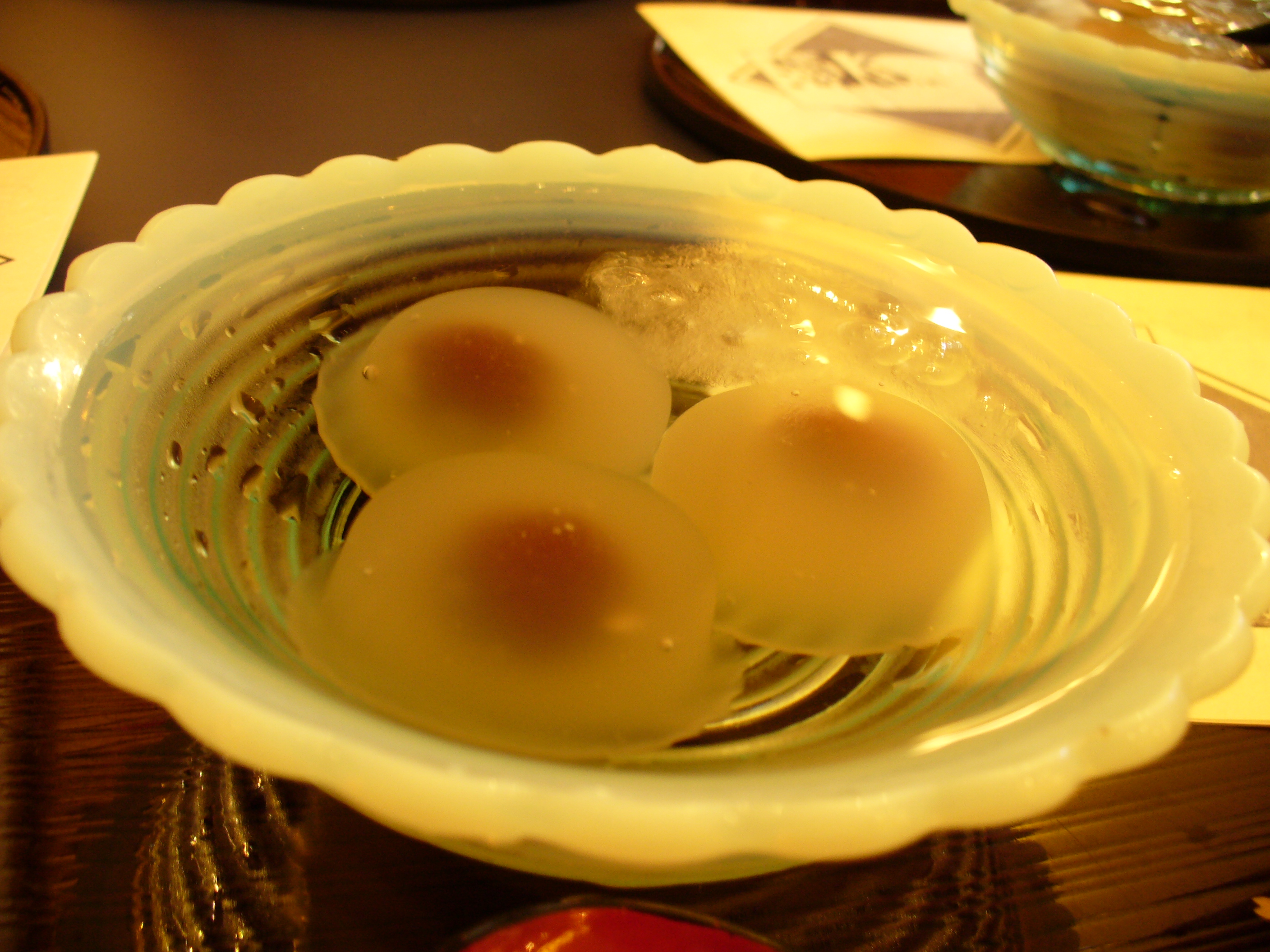

물만쥬(일본어: 水饅頭 미즈만쥬[*])는 칡가루를 반죽으로 사용한 만쥬의 일종이다.
기후현 오오가키시의 명물로 알려져 있다. 부드러운 물만쥬를 쵸쿠(우묵하고 작은 사기잔)에 넣어 우물배(井戸舟)라는 수조에 넣어 차갑게 식혀 파는 모습은 예로부터 오오가키의 여름 풍물시였다.
판매 시기는 대략 4월경에서 9월경 사이. 유명한 노포로는 1755년 창업한 츠치야, 1798년 창업한 킨쵸엔 총본가, 1862년 창업한 모치소 등이 있다.
물만쥬는 칡만쥬와 달리 물에 강한 고사리 녹말을 넣어서 부드럽고 반죽이 두껍다. 칡가루와 고사리가루의 배합이 가게마다 다르기 때문에 식감에 차이가 있다.